# Gisella (romanzo)
Gisella è un romanzo di Carlo Cassola, pubblicato dalla casa editrice Rizzoli nel 1974.

## Trama
Gisella, che è orfana di padre e di madre e vive con gli zii che l'hanno accolta dopo la morte dei genitori, sta trascorrendo le vacanze a Marina di Cecina. La situazione della ragazza all'interno della famiglia è un po' falsa. La ragazza aiuta in casa a sbrigare i lavori domestici e fa anche un po' da segretaria allo zio commerciante.
Considerata la parente povera possiede, come unica ricchezza, la bellezza e sta già suscitando l'attenzione dello zio e della cugina Adriana tendenzialmente lesbica.

Gisella pensa che «Una femmina è come il ragno che attira la vittima designata. Cioè un uomo che la sposi e le faccia fare la signora».
Nonostante questa mentalità calcolatrice e spregiudicata, il primo gesto che compie è incoerente. Infatti, alla fine delle vacanze e rientrata a Firenze, incontra Franceschino, un giovane del luogo senza titolo di studio e molto modesto e si fidanza. I due giovani si vogliono bene, ma quando Franceschino rimane lontano per il servizio militare, Gisella lo lascia e sposa rapidamente, per interesse, il dottor Antonio Vallini, brutto, grasso, ma con una laurea e un impiego in banca sicuro e ha un figlio, Filippo.

Lo zio intanto frequenta sempre più spesso la casa di Gisella che presto diventa la sua amante.
Dopo l'8 settembre Gisella convince il marito ad aderire alla repubblica di Salò e si iscrive al fascio repubblichino. Convive un po' di tempo con Bill, un soldato americano, e poi va a vivere nella casa dello zio. Quando il marito torna dal nord, Gisella inizia a tormentarlo parlandogli di Bill e dei rapporti avuti con lo zio. Riavuto il posto in banca, Antonio viene destinato a dirigere l'agenzia di Bologna e così tutta la famiglia si trasferisce. Passano in fretta gli anni, Gisella fa finalmente la signora, lo zio muore, Filippo trova un lavoro a Milano e si sposa; Antonio va in pensione, ma riesce a godersi poco la vita perché anche lui presto muore. Gisella rimane sola e fa un «gran cambiamento»: non si tinge più i capelli, non si preoccupa, lei sempre tanto elegante, di rinnovare il guardaroba e rimane sempre in casa.

## Edizioni
- Carlo Cassola, Gisella, Rizzoli, 1974.